# Pressefotograf

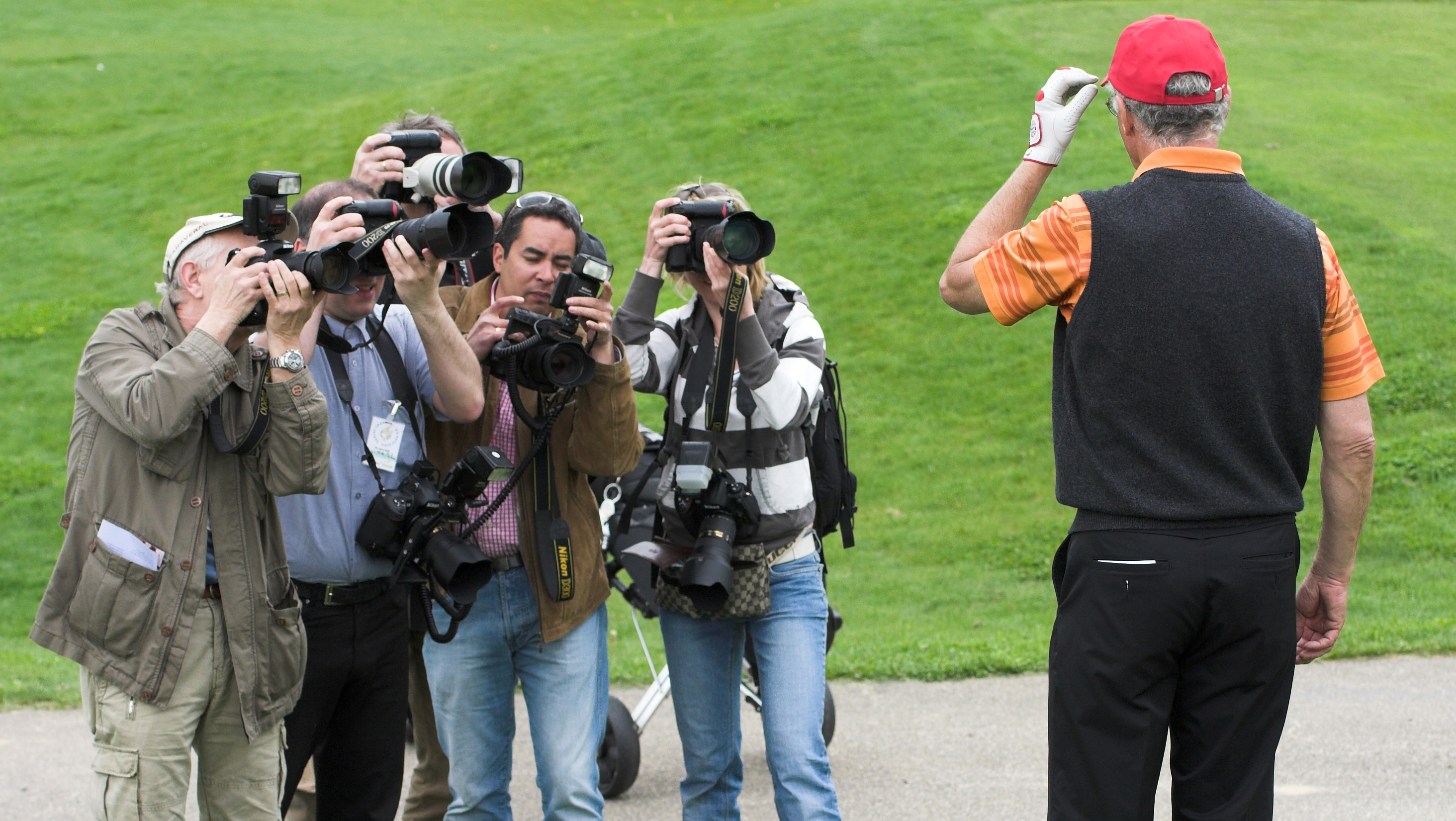
Pressefotografen fotografieren Franz Beckenbauer während eines Golfturniers

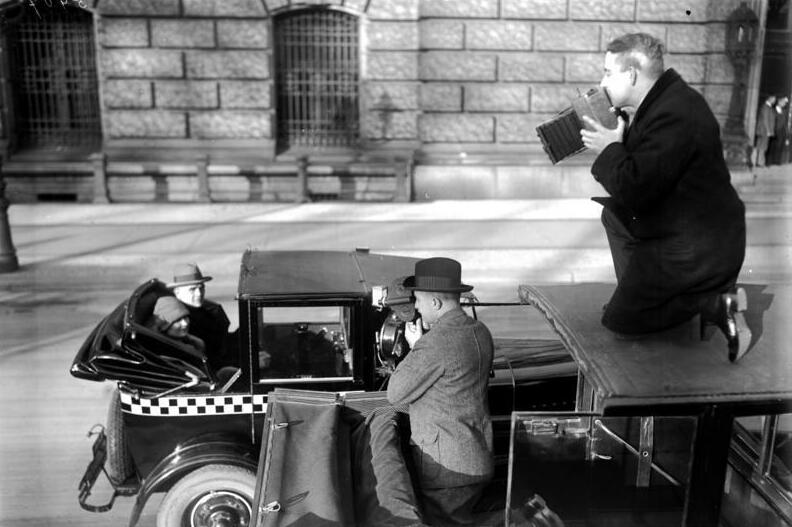
Pressefotografen 1928

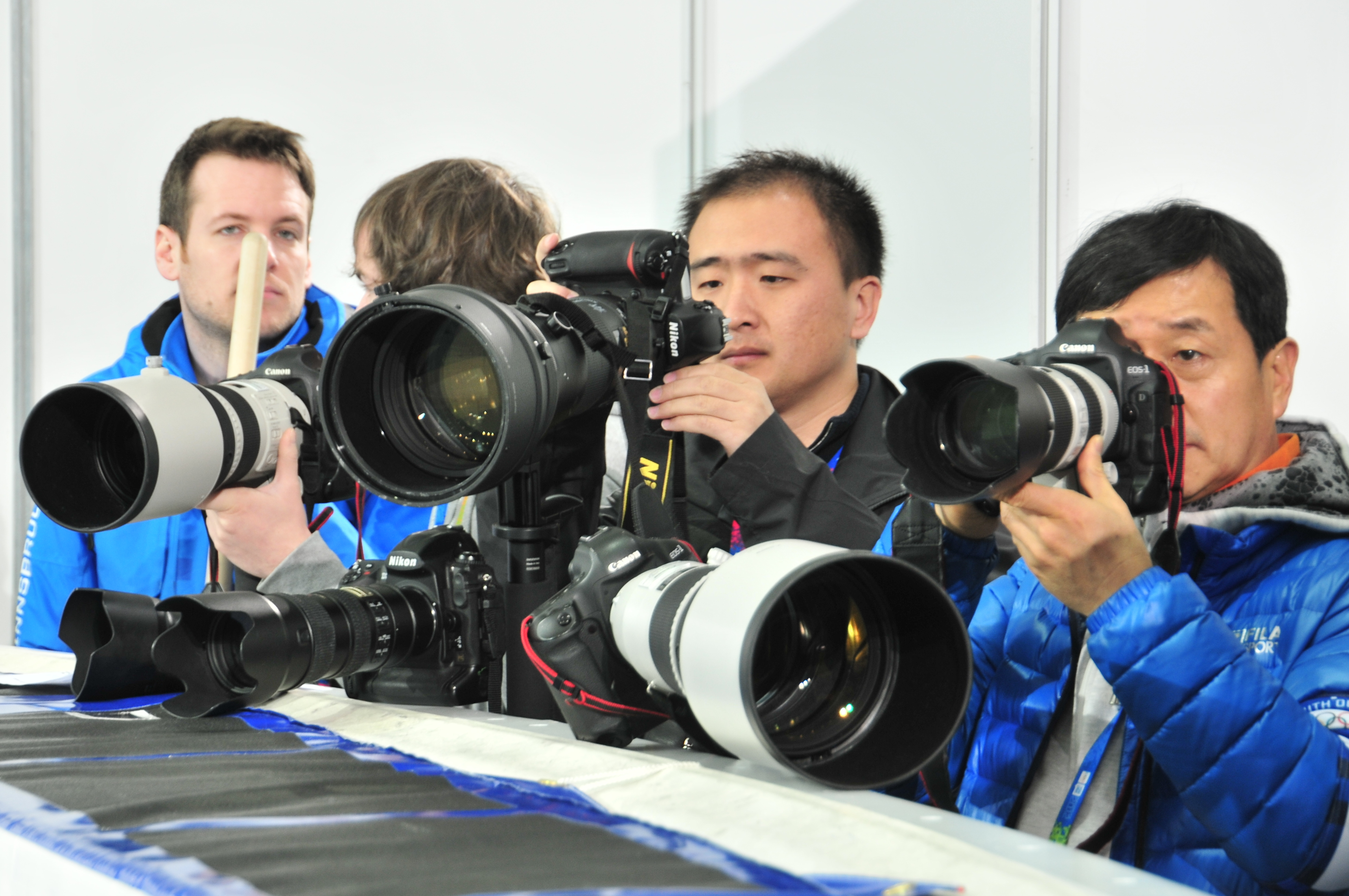
Sportfotografen nutzen digitale Spiegelreflexkameras mit lichtstarken Teleobjektiven (Supertele) mit langen Brennweiten, hier bei einem Leichtathletikwettbewerb 2012.

Pressefotografen stellen für Printmedien wie Zeitungen, Zeitschriften, Magazine, aber auch für andere Medien wie Fernsehsender oder Onlinemedien aktuelle, reproduktionsfähige Bilder von Personen, Vorgängen oder Ereignissen her. Sie sind die Lichtbildner des Zeitgeschehens. Klassischer Einstieg als Pressefotograf sind in der Regel eine Fotografenausbildung oder ein Studium. Auch ein Volontariat bei Lokalzeitungen oder Bildagenturen als freier Mitarbeiter ebnen häufig den beruflichen Weg.
Im Wesentlichen umfasst das die Ablichtung für zwei Arten der Berichterstattung: die tagesaktuelle Berichterstattung (zum Beispiel für Tageszeitungen) und die Reportage, die im Rahmen des Fotojournalismus eher einen Bezug zum Thema als zum Zeitpunkt gewichtet. Zu den von Pressefotografen hergestellten Fotos können Aufnahmen von Politikern, Personen des öffentlichen Lebens, Menschen mit besonderer gesellschaftlicher Stellung sein, in der Lokalberichterstattung oftmals aber auch von einfachen Menschen bei lokalen Festivitäten, Jubiläen und Themen mit lokalpolitischem Bezug.
Die Arbeitgeber von Pressefotografen sind überwiegend Tageszeitungen, Magazine oder Bildagenturen. Im Rahmen des Wandels der Medien und zunehmender Privatisierung arbeitet eine immer weiter zunehmende Anzahl von Pressefotografen als Selbständige. In den Lokalressorts der Tageszeitungen nimmt die Anzahl fest angestellter Pressefotografen immer weiter ab. Oft entsenden Zeitungen nicht mehr wie früher einen Redakteur/Reporter und einen Fotografen, sondern nur noch einen Redakteur, der auch fotografiert.
Pressefotografen dokumentieren auch aktuelle Ereignisse, die nicht planbar sind, wie Unglücke, Brände, Unfälle und Verbrechen. Nicht absehbare Ereignisse und Unglücksfälle verlangen eine fortwährende Einsatzbereitschaft, die private Vorlieben schnell hintenan stehen lassen.
Pressefotografen wählen das Motiv nach den Gesichtspunkten Aktualität und Aussagekraft aus und bestimmen den günstigsten Kamerastandort. Ein hohes Maß an Flexibilität und Stressresistenz ist dabei oft unabdingbar.
Ein Teil der Pressefotografen macht die Bildbearbeitung selbst. Der Beruf des Fotografen gehört zu den schlecht bezahlten Jobs. Bei Pressefotografen bestimmt der Kunde (Zeitungs- oder Zeitschriftenverlag) das Honorar, Spielraum für Honorarverhandlungen gibt es kaum. Meist wird nach dem üblichen hausinternen Fotohonorar vergütet.
Bei ihrer Arbeit müssen sie die einschlägigen presserechtlichen Bestimmungen beachten. Von besonderer Bedeutung ist dabei das Recht am eigenen Bild.